# Musée des îles du Salut
Le musée des îles du Salut, (aussi connu sous le nom de musée du bagne des Îles du Salut), est un musée situé sur l’Île Royale, île faisant partie de l’archipel des Îles du Salut, aux larges de la ville de Kourou en Guyane. Il est administré par l’association AGAMIS.